# 아트스톰
아트스톰은 러시아에 위치하고 있는 게임 회사이다. 주로 모바일 게임을 만드는 회사이다.

## 업무 및 연혁
아트스톰은 러시아의 게임 개발자인 세르게이 페트로프가 2015년에 설립한 회사이다. 설립 초기의 회사명은 큐브 소프트웨어였지만 이후에 현재의 게임회사 이름인 아트스톰으로 이름을 바꿨다. 아트스톰은 게임의 개발 및 게임에서의 캐럭터들에 대한 밸런스 조정을 다루는 작업과 게임에서의 각종 이벤트들을 행사하는 역할을 주된 업무로 한다. 아트스톰에서 개발한 대표적인 게임에는 모던 워쉽이 있으며 이외에 스타 컴뱃과 배틀 오브 워쉽이 있다.

## 같이 보기
- 비디오 게임
- 모바일 게임
- 모던 워쉽